# Canotaje en los Juegos Suramericanos
El canotaje ha estado presente en los Juegos Suramericanos desde 1994.

## Medallero total
Desde 1994 hasta 2018
| Núm. | País      | Oro | Plata | Bronce | Total |
| ---- | --------- | --- | ----- | ------ | ----- |
| 1    | Argentina | 68  | 25    | 8      | 101   |
| 2    | Brasil    | 39  | 50    | 19     | 108   |
| 3    | Chile     | 13  | 13    | 34     | 60    |
| 4    | Venezuela | 6   | 25    | 37     | 68    |
| 5    | Colombia  | 2   | 8     | 8      | 18    |
| 6    | Ecuador   | 2   | 3     | 6      | 11    |
| 7    | Uruguay   | 0   | 3     | 17     | 20    |